# کهن قلعه
کهن قلعه یک روستا در ایران است که در دهستان چهارگنبد واقع شده‌است. کهن قلعه ۱۶ نفر جمعیت دارد.